# Campeonato Europeo de Tiro en 10 m de 2025
El LV Campeonato Europeo de Tiro en 10 m se celebró en Osijek (Croacia) entre el 8 y el 12 de marzo de 2025 bajo la organización de la Confederación Europea de Tiro (ESC) y la Federación Croata de Tiro Deportivo.
Las competiciones se realizaron en el Centro de Tiro Gradski Vrt de la ciudad croata. 

## Resultados

### Masculino
| Evento                    | Oro                                 | Plata                                    | Bronce                          |
| ------------------------- | ----------------------------------- | ---------------------------------------- | ------------------------------- |
| Rifle 10 m (10.03)        | Serhi Kulish · Ucrania · 252,0      | Ilia Marsov · AIN · 251,7                | Miran Maričić · Croacia · 229,6 |
| Rifle 10 m solo (12.03)   | Zalán Pekler · Hungría              | István Péni · Hungría                    | Victor Lindgren · Suecia        |
| Rifle 10 m (equipos)      | Noruega                             | República Checa                          | Hungría                         |
| Pistola 10 m (09.03)      | Juraj Tužinský · Eslovaquia · 242,5 | Pavel Schejbal · República Checa · 240,9 | Jason Solari · Suiza · 217,4    |
| Pistola 10 m solo (11.03) | Anton Aristarjov · AIN              | Yusuf Dikeç Turquía                      | Luca Joldea · Rumania           |
| Pistola 10 m (equipos)    | Turquía                             | República Checa                          | Azerbaiyán                      |

### Femenino
| Evento                    | Oro                                   | Plata                          | Bronce                            |
| ------------------------- | ------------------------------------- | ------------------------------ | --------------------------------- |
| Rifle 10 m (10.03)        | Laura-Georgeta Ilie · Rumania · 252,3 | Audrey Gogniat · Suiza · 250,9 | Aleksandra Havran Serbia 229,4    |
| Rifle 10 m solo (12.03)   | Jeanette Hegg Duestad · Noruega       | Damla Köse Turquía             | Sheileen Waibel · Austria         |
| Rifle 10 m (equipos)      | Noruega                               | Suiza                          | Polonia                           |
| Pistola 10 m (09.03)      | Sevval Tarhan Turquía 240,8           | Zorana Arunović Serbia 238,7   | Miroslava Mincheva Bulgaria 216,9 |
| Pistola 10 m solo (11.03) | Liubov Yaskevich · AIN                | Elmira Karapetian Armenia      | Sevval Tarhan Turquía             |
| Pistola 10 m (equipos)    | Turquía                               | Alemania ·                     | Ucrania ·                         |

### Mixto
| Evento               | Oro                                     | Plata                                                  | Bronce                                             |
| -------------------- | --------------------------------------- | ------------------------------------------------------ | -------------------------------------------------- |
| Rifle 10 m (09.03)   | Suiza · Audrey Gogniat · Jan Lochbihler | Serbia Aleksandra Havran Aleksa Rakonjac               | Noruega · Jeanette Hegg Duestad · Jon-Hermann Hegg |
| Pistola 10 m (10.03) | Turquía Sevval Tarhan Yusuf Dikeç       | República Checa · Viktorie Šindlerová · Pavel Schejbal | Serbia Zorana Arunović Damir Mikec                 |

## Medallero
| Núm. | País            | Oro | Plata | Bronce | Total |
| ---- | --------------- | --- | ----- | ------ | ----- |
| 1    | Turquía         | 4   | 2     | 1      | 7     |
| 2    | Noruega         | 3   | 0     | 1      | 4     |
| 3    | AIN             | 2   | 1     | 0      | 3     |
| 4    | Suiza           | 1   | 2     | 1      | 4     |
| 5    | Hungría         | 1   | 1     | 1      | 3     |
| 6    | Rumania         | 1   | 0     | 1      | 2     |
| 6    | Ucrania         | 1   | 0     | 1      | 2     |
| 8    | Eslovaquia      | 1   | 0     | 0      | 1     |
| 9    | República Checa | 0   | 4     | 0      | 4     |
| 10   | Serbia          | 0   | 2     | 2      | 4     |
| 11   | Alemania        | 0   | 1     | 0      | 1     |
| 11   | Armenia         | 0   | 1     | 0      | 1     |
| 13   | Austria         | 0   | 0     | 1      | 1     |
| 13   | Azerbaiyán      | 0   | 0     | 1      | 1     |
| 13   | Bulgaria        | 0   | 0     | 1      | 1     |
| 13   | Croacia         | 0   | 0     | 1      | 1     |
| 13   | Polonia         | 0   | 0     | 1      | 1     |
| 13   | Suecia          | 0   | 0     | 1      | 1     |
|      | TOTAL           | 14  | 14    | 14     | 42    |

1. 1 2 3 4  Los deportistas de Rusia participaron bajo la denominación «Atletas Individuales Neutrales» y las siglas AIN.